# Francisco Roig
Francisco Roig Genís (Barcelona, 1 de abril de 1968) es un extenista español. Sus mayores éxitos los alcanzó en dobles, donde ganó nueve títulos y jugó otras 12 finales; no jugó finales en juegos individuales. Se retiró en individuales en 1999 y jugó dos temporadas adicionales en dobles, hasta 2001. Desde 2005 colabora con Toni Nadal para guiar la carrera tenística de Rafael Nadal, con el que viaja durante 12 semanas al año. 
También ha sido entrenador de otros grandes jugadores como Albert Costa, Alberto Berasategui y Feliciano López. Subcapitán del equipo de Copa Davis con Albert Costa y ganador de Copa Davis España 2009, 2011.

## Títulos (9; 0+9)

### Clasificación en torneos del Grand Slam en individuales
| Torneo             | 1999 | 1998 | 1997 | 1996 | 1995 | 1994 | 1993 | 1992 | 1991 | 1990 | 1989 | 1988 | 1987 | Títulos |
| ------------------ | ---- | ---- | ---- | ---- | ---- | ---- | ---- | ---- | ---- | ---- | ---- | ---- | ---- | ------- |
| Australian Open    | -    | -    | -    | -    | -    | -    | 1R   | -    | -    | 1R   | -    | -    | -    | 0       |
| Roland Garros      | -    | -    | -    | -    | -    | -    | -    | 1R   | -    | 1R   | 3R   | -    | -    | 0       |
| Wimbledon          | -    | -    | -    | -    | -    | -    | -    | 2R   | -    | -    | -    | -    | -    | 0       |
| US Open            | -    | -    | -    | -    | -    | -    | -    | 2R   | -    | -    | -    | -    | -    | 0       |
| Tennis Masters Cup | -    | -    | -    | -    | -    | -    | -    | -    | -    | -    | -    | -    | -    | 0       |

### Dobles (9)
| Leyenda                |
| Grand Slam (0)         |
| Tennis Masters Cup (0) |
| ATP Masters Series (0) |
| ATP Tour (9)           |

| N.º | Fecha                   | Torneo                      | Superficie    | Pareja          | Oponentes en la final               | Resultado   |
| --- | ----------------------- | --------------------------- | ------------- | --------------- | ----------------------------------- | ----------- |
| 1.  | 4 de agosto de 1991     | Kitzbühel, Austria          | Tierra batida | Tomás Carbonell | Pablo Arraya / Dimitri Poliakov     | 6-7 6-2 6-4 |
| 2.  | 15 de noviembre de 1992 | São Paulo, Brasil           | Tierra batida | Diego Pérez     | Christer Allgardh / Carl Limberger  | 6-2 7-6     |
| 3.  | 11 de octubre de 1992   | Atenas, Grecia              | Tierra batida | Tomás Carbonell | Marcelo Filippini / Mark Koevermans | 6-3 6-4     |
| 4.  | 28 de agosto de 1994    | Umag, Croacia               | Tierra batida | Diego Pérez     | Karol Kučera / Paul Wekesa          | 6-2 6-4     |
| 5.  | 26 de marzo de 1995     | Casablanca, Marruecos       | Tierra batida | Tomás Carbonell | Emanuel Couto / João Cunha-Silva    | 6-4 6-1     |
| 6.  | 16 de junio de 1995     | Oporto, Portugal            | Tierra batida | Tomás Carbonell | Jordi Arrese / Àlex Corretja        | 6-3 7-6     |
| 7.  | 23 de julio de 1995     | Stuttgart Outdoor, Alemania | Tierra batida | Tomás Carbonell | Ellis Ferreira / Jan Siemerink      | 3-6 6-3 6-4 |
| 8.  | 8 de octubre de 1995    | Valencia, España            | Tierra batida | Tomás Carbonell | Tom Kempers / Jack Waite            | 7-5 6-3     |
| 9.  | 14 de abril de 1996     | Estoril, Portugal           | Tierra batida | Tomás Carbonell | Tom Nijssen / Greg Van Emburgh      | 6-3 6-2     |

### Finalista en dobles (12)
- 1992: Guaruja (junto a Diego Pérez pierden ante Christer Allgardh y Carl Limberger).
- 1993: Umag (junto a Jordi Arrese pierden ante Filip Dewulf y Tom Vanhoudt).
- 1994: Santiago (junto a Tomás Carbonell pierden ante Karel Novacek y Mats Wilander).
- 1994: Buenos Aires (junto a Tomás Carbonell pierden ante Sergio Casal y Emilio Sánchez Vicario).
- 1995: Dubái (junto a Tomás Carbonell pierden ante Grant Connell y Patrick Galbraith).
- 1995: Róterdam (junto a Tomás Carbonell pierden ante Martin Damm y Anders Jarryd).
- 1996: Casablanca (junto a Tomás Carbonell pierden ante Jiri Novak y David Rikl).
- 1996: Stuttgart Outdoor (junto a Tomás Carbonell pierden ante Libor Pimek y Byron Talbot).
- 1998: Antwerp (junto a Tomás Carbonell pierden ante Wayne Ferreira y Yevgeny Kafelnikov).
- 1998: Lyon (junto a Tomás Carbonell pierden ante Olivier Delaitre y Fabrice Santoro).
- 1999: Mallorca (junto a Alberto Berasategui pierden ante Lucas Arnold y Tomás Carbonell).
- 2001: Mallorca (junto a Feliciano López pierden ante Donald Johnson y Jared Palmer).

### Clasificación en torneos del Grand Slam en dobles
| Torneo             | 2001 | 2000 | 1999 | 1998 | 1997 | 1996 | 1995 | 1994 | 1993 | 1992 | 1991 | 1990 | 1989 | 1988 | 1987 | Títulos |
| ------------------ | ---- | ---- | ---- | ---- | ---- | ---- | ---- | ---- | ---- | ---- | ---- | ---- | ---- | ---- | ---- | ------- |
| Australian Open    | -    | 1R   | 1R   | -    | -    | -    | -    | -    | 1R   | -    | -    | 1R   | -    | -    | -    | 0       |
| Roland Garros      | -    | -    | 1R   | 2R   | QF   | 1R   | 1R   | 1R   | 1R   | 3R   | -    | 1R   | -    | -    | -    | 0       |
| Wimbledon          | -    | -    | -    | -    | -    | 2R   | 1R   | -    | -    | -    | 1R   | -    | -    | -    | -    | 0       |
| US Open            | -    | -    | -    | 2R   | -    | 2R   | -    | 2R   | -    | 1R   | -    | -    | -    | -    | -    | 0       |
| Tennis Masters Cup | -    | -    | -    | -    | -    | -    | -    | -    | -    | -    | -    | -    | -    | -    | -    | 0       |